# Don McNeill

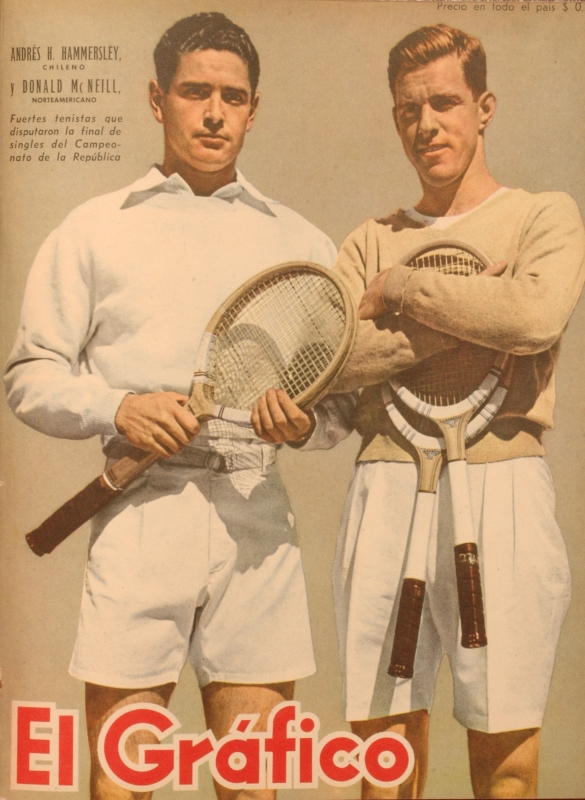
Andrés Hammersley und Don McNeill (rechts)

William Donald „Don“ McNeill (* 30. April 1918 in Chickasha, Oklahoma; † 28. November 1996 in Vero Beach, Florida) war ein US-amerikanischer Tennisspieler.

## Karriere
McNeill gewann 1939 als zweiter US-Amerikaner die französischen Meisterschaften. Im Finale besiegte er Bobby Riggs. Ein Jahr später siegte McNeill im Einzel auch bei den amerikanischen Meisterschaften in Forest Hills. 1965 erfolgte die Aufnahme in die International Tennis Hall of Fame.